# John Abbot
John Abbot (ur. 31 maja 1751 w Londynie, zm. w grudniu 1840 w hrabstwie Bulloch w Georgii) – amerykański entomolog i ornitolog, autor tysięcy ilustracji przedstawiających owady i kilku zestawów ilustracji ptaków.

## Dzieciństwo i młodość
Urodził się w Londynie, jako syn Johna Abbota, adwokata w sądzie King's Bench. Chociaż akta chrztu podają jego datę urodzenia jako 31 maja, Abbot w swoich „Notatkach z mojego życia” (1834) twierdził, że urodził się 1 czerwca. Niewiele wiadomo o jego wczesnej edukacji. Rodzina wynajęła wiejski dom w pobliżu Londynu, gdzie młody John czytał książki i badał owady na polu. Jego ojciec miał kolekcję dobrych obrazów i podsycał zainteresowania syna książkami oraz organizował domowe lekcje sztuki u mistrza grawera i rysunku Jacoba Bonneau.

## Początki kariery
Początkowo miał być prawnikiem, w lutym 1769 r. zaczął być urzędnikiem w kancelarii swojego ojca. Jednak w wolnym czasie kontynuował naukę owadów, kupował książki ilustrujące owady i ptaki oraz malował obrazy. W 1770 r. Abbot wystawił dwie swoje akwarele Lepidoptera w londyńskim Towarzystwie Artystów Wielkiej Brytanii. Na początku 1773 r. postanowił udać się do Ameryki Północnej, aby zbierać i malować owady. Royal Society of London i dwaj angielscy przyrodnicy, Thomas Martyn i Dru Drury, zlecili mu zebranie okazów historii naturalnej.

## Okres amerykański
Abbot opuścił Anglię w lipcu 1773 r. i we wrześniu wylądował w Wirginii. Przyjaciele z podróży statkiem (the Parke Goodalls), zaprosili go do pozostania z nimi w hrabstwie Hanover i tam rozpoczął gromadzić swoje amerykańskie kolekcje. W latach 1774–1775 wysłał swoim angielskim sponsorom 3 różne kolekcje owadów, ale tylko jedna kolekcja motyli dla Th. Martyna dotarła bezpiecznie. Zaniepokojony zamieszkami w Wirginii, poprzedzającymi rewolucją amerykańską, Abbot wyjechał do Georgii na początku grudnia 1775 r. Po około 2-miesięcznej podróży powozem konnym dotarł do Georgii i osiadł nad Brier Creek (dzisiejsze hrabstwo Burke), gdzie próbował rozpowszechniać swoje badania i malowanie owadów. Nazwisko jego żony jest niepewne, ale wiadomo, że się ożenił i mieli jedno dziecko. Podczas kampanii wojennych w Georgii i Karolinie Południowej w latach 1779–1780 Abbot i jego rodzina byli prawdopodobnie uchodźcami.